# Love over Gold
Love over Gold (engl.: sinngemäß ‚Liebe ist mehr wert als Gold‘) ist das vierte Studioalbum der britischen Rockband Dire Straits. Es erschien im September 1982 und erreichte in Österreich und Großbritannien Platz eins der Charts. 

## Produktion
Die Studioaufnahmen für das Album entstanden zwischen dem 8. März und dem 11. Juni 1982 in den Power Station Studios in New York. Mark Knopfler produzierte das Album im Alleingang, was auch die langjährige Zusammenarbeit mit dem Toningenieur Neil Dorfsman begründete. Während der Aufnahmen verwendete Knopfler mehrere unterschiedliche Gitarren, darunter vier von Schecter Guitar Research gebaute Stratocaster-Modelle, eine Schecter Telecaster sowie eine akustische Ovation-Gitarre bei den Titeln Private Investigations und Love over Gold. Auf Industrial Disease kommt eine Erlewine Automatic, auf Telegraph Road eine National-Steel-Gitarre aus dem Jahre 1937 zum Einsatz.
Die Band befand sich durch den wachsenden Erfolg nicht mehr „in dire straits“ (engl.: ‚in finanzieller Schieflage‘). Die bekanntesten Stücke des Albums sind Private Investigations und Telegraph Road. Ursprünglich war auch Knopflers Komposition Private Dancer für das Album vorgesehen. Knopfler hielt jedoch eine weibliche Stimme für passender und gab das Lied stattdessen an Tina Turner weiter; allerdings verwendete er die Melodie des Refrains auch im Titelsong Love over Gold. Das Album ist das einzige, das der zweite Gitarrist Hal Lindes mit den Dire Straits aufnahm. Wegen musikalischer Differenzen verließ überdies der Schlagzeuger Pick Withers nach den Aufnahmen die Band und nahm an der anschließenden Tournee nicht mehr teil.

## Titelliste
Alle Stücke wurden von Mark Knopfler geschrieben.
1. Telegraph Road – 14:15
2. Private Investigations – 6:45
3. Industrial Disease – 5:49
4. Love over Gold – 6:16
5. It Never Rains – 7:54

## Musiker und Mitwirkende

### Band
- Gitarre, Gesang: Mark Knopfler
- Keyboard: Alan Clark
- Bass, Gesang: John Illsley
- Rhythmusgitarre: Hal Lindes
- Schlagzeug: Pick Withers

### Zusätzliche Musiker
- Marimba, Vibraphon: Mike Mainieri (Titel 2 und 4)
- Synthesizer: Ed Walsh

## Singleauskopplungen
| Jahr | Titel                  | Höchstplatzierung, Gesamtwochen/‑monate, AuszeichnungChartplatzierungen (Jahr, Titel, , Platzierungen, Wochen/Monate, Auszeichnungen, Anmerkungen) | Höchstplatzierung, Gesamtwochen/‑monate, AuszeichnungChartplatzierungen (Jahr, Titel, , Platzierungen, Wochen/Monate, Auszeichnungen, Anmerkungen) | Höchstplatzierung, Gesamtwochen/‑monate, AuszeichnungChartplatzierungen (Jahr, Titel, , Platzierungen, Wochen/Monate, Auszeichnungen, Anmerkungen) | Höchstplatzierung, Gesamtwochen/‑monate, AuszeichnungChartplatzierungen (Jahr, Titel, , Platzierungen, Wochen/Monate, Auszeichnungen, Anmerkungen) | Höchstplatzierung, Gesamtwochen/‑monate, AuszeichnungChartplatzierungen (Jahr, Titel, , Platzierungen, Wochen/Monate, Auszeichnungen, Anmerkungen) | Anmerkungen                                               |
| Jahr | Titel                  | DE | AT | CH | UK | US | Anmerkungen                                               |
| ---- | ---------------------- | --- | --- | --- | --- | --- | --------------------------------------------------------- |
| 1982 | Private Investigations | — | AT19 (½ Mt.)AT | CH4 (6 Wo.)CH | UK2 Silber · (8 Wo.)UK | — | Erstveröffentlichung: 23. August 1982 Verkäufe: + 250.000 |
| 1982 | Industrial Disease     | — | — | — | — | US75 (4 Wo.)US | Erstveröffentlichung: November 1982                       |

## Kommerzieller Erfolg

### Chartplatzierungen
| ChartsChartplatzierungen       | Höchstplatzierung | Wochen/ Monate |
| ------------------------------ | ----------------- | -------------- |
| Deutschland (GfK)              | 4 (42 Wo.)        | 42 Wo.         |
| Österreich (Ö3)                | 1 (6,5 Mt.)       | 6,5 Mt.        |
| Vereinigte Staaten (Billboard) | 19 (32 Wo.)       | 32 Wo.         |
| Vereinigtes Königreich (OCC)   | 1 (200 Wo.)       | 200 Wo.        |

| ChartsJahrescharts (1982) | Platzierung |
| ------------------------- | ----------- |
| Österreich (Ö3)           | 20          |

| ChartsJahrescharts (1983) | Platzierung |
| ------------------------- | ----------- |
| Deutschland (GfK)         | 26          |
| Österreich (Ö3)           | 18          |

### Auszeichnungen für Musikverkäufe
| Land/Region                  | Auszeichnungen für Musikverkäufe (Land/Region, Auszeichnung, Verkäufe) | Verkäufe  |
| ---------------------------- | ---------------------------------------------------------------------- | --------- |
| Australien (ARIA)            | 2× Platin                                                              | 100.000   |
| Brasilien (PMB)              | —                                                                      | 60.000    |
| Deutschland (BVMI)           | Platin                                                                 | 500.000   |
| Finnland (IFPI)              | Platin                                                                 | 64.912    |
| Frankreich (SNEP)            | Platin                                                                 | 400.000   |
| Italien (FIMI)               | Gold                                                                   | 25.000    |
| Kanada (MC)                  | 2× Platin                                                              | 200.000   |
| Neuseeland (RMNZ)            | 9× Platin                                                              | 180.000   |
| Niederlande (NVPI)           | 3× Platin                                                              | 364.501   |
| Österreich (IFPI)            | Platin                                                                 | 50.000    |
| Spanien (Promusicae)         | Gold                                                                   | 50.000    |
| Vereinigte Staaten (RIAA)    | Gold                                                                   | 500.000   |
| Vereinigtes Königreich (BPI) | 2× Platin                                                              | 600.000   |
| Insgesamt                    | 3× Gold · 22× Platin ·                                                 | 3.094.413 |

Hauptartikel: Dire Straits/Auszeichnungen für Musikverkäufe